# Liste der Biografien/Sanf
Liste der Biografien |
Portal Biografien |
Personensuche
# |
A |
B |
C |
D |
E |
F |
G |
H |
I |
J |
K |
L |
M |
N |
O |
P |
Q |
R |
S |
T |
U |
V |
W |
X |
Y |
Z |
?
 
Sa |
Sb |
Sc |
Sd |
Se |
Sf |
Sg |
Sh |
Si |
Sj |
Sk |
Sl |
Sm |
Sn |
So |
Sp |
Sq |
Sr |
Ss |
St |
Su |
Sv |
Sw |
Sy |
Sz
 
Saa |
Sab |
Sac |
Sad |
Sae |
Saf |
Sag |
Sah |
Sai |
Saj |
Sak |
Sal |
Sam |
San |
Sao |
Sap |
Saq |
Sar |
Sas |
Sat |
Sau |
Sav |
Saw |
Sax |
Say |
Saz
 
Sana |
Sanb |
Sanc |
Sand |
Sane |
Sanf |
Sang |
Sanh |
Sani |
Sanj |
Sank |
Sanl |
Sanm |
Sann |
Sano |
Sanp |
Sanq |
Sanr |
Sans |
Sant |
Sanu |
Sanv |
Sanw |
Sany |
Sanz
Die Liste der Biografien führt alle Personen auf, die in der deutschsprachigen Wikipedia einen Artikel haben. Dieses ist eine Teilliste mit 53 Einträgen von Personen, deren Namen mit den Buchstaben „Sanf“ beginnt.

## Sanf

### Sanfe
- Sanfelice d’Acquavella, Guglielmo (1834–1897), italienischer Kardinal
- Sanfelice, Giuseppe Maria (1614–1660), italienischer römisch-katholischer Geistlicher, Erzbischof von Cosenza, Apostolischer Nuntius in Köln

### Sanfi
- Sanfilippo, Cesare (1911–2000), italienischer Rechtswissenschaftler, Rechtshistoriker und Rektor der Universität Catania
- Sanfilippo, Federica (* 1990), italienische Biathletin (Südtirol)
- Sanfilippo, José (* 1935), argentinischer Fußballspieler
- Sanfirowa, Olga Alexandrowna (1917–1944), sowjetische Bomberpilotin

### Sanfo
- Sanfo, Saïdou (* 1970), burkinischer Radrennfahrer
- Sanford, Alexandra (* 1999), US-amerikanische Tennisspielerin
- Sanford, Arlene, US-amerikanische Filmproduzentin, Drehbuchautorin und Filmregisseurin
- Sanford, Brent, US-amerikanischer Politiker
- Sanford, Curtis (* 1979), kanadischer Eishockeytorwart
- Sanford, Donald (* 1987), israelischer Sprinter US-amerikanischer Herkunft
- Sanford, Donald S. (1918–2011), US-amerikanischer Drehbuchautor
- Sanford, Edward Terry (1865–1930), US-amerikanischer Jurist
- Sanford, Ellie (* 1997), australische Leichtathletin
- Sanford, Erskine (1885–1969), US-amerikanischer Schauspieler
- Sanford, Garwin (* 1955), kanadischer Film- und Fernsehschauspieler
- Sanford, George (1943–2021), britischer Politikwissenschaftler
- Sanford, Isabel (1917–2004), US-amerikanische Schauspielerin
- Sanford, Jamarca (* 1985), US-amerikanischer American-Football-Spieler
- Sanford, James (* 1957), US-amerikanischer Sprinter
- Sanford, Jason, US-amerikanischer Science-Fiction-Autor
- Sanford, JC, US-amerikanischer Jazzmusiker (Posaune, Arrangement) und Bandleader
- Sanford, John (1803–1857), US-amerikanischer Politiker
- Sanford, John (1851–1939), US-amerikanischer Politiker
- Sanford, John (1904–2003), US-amerikanischer Schriftsteller
- Sanford, John W. A. (1798–1870), US-amerikanischer Politiker
- Sanford, Jonah (1790–1867), US-amerikanischer Jurist und Politiker
- Sanford, Leonard C. (1868–1950), US-amerikanischer Ornithologe und Chirurg
- Sanford, Maria (1836–1920), US-amerikanische Pädagogin und Hochschullehrerin
- Sanford, Mark (* 1960), amerikanischer Politiker der Republikanischen Partei
- Sanford, Melanie S. (* 1975), US-amerikanische Chemikerin
- Sanford, Nathan (1777–1838), US-amerikanischer Politiker
- Sanford, Richard (1877–1966), US-amerikanischer Hindernisläufer
- Sanford, Rod (* 1946), amerikanischer Großmeister der Kampfkunst
- Sanford, Rollin B. (1874–1957), US-amerikanischer Politiker
- Sanford, Roscoe Frank (1883–1958), US-amerikanischer Astronom
- Sanford, Samuel (1849–1910), US-amerikanischer Pianist und Musiklehrer
- Sanford, Stephen (1826–1913), US-amerikanischer Politiker
- Sanford, Teddy H. (1907–1999), US-amerikanischer Offizier, Generalmajor der US-Army
- Sanford, Terry (1917–1998), US-amerikanischer Politiker und der 65. Gouverneur des Bundesstaates North Carolina
- Sanford, Thomas W. L., US-amerikanischer Physiker
- Sanford, Wyatt (* 1998), kanadischer Boxer
- Sanford, Zach (* 1994), US-amerikanischer Eishockeyspieler
- Sanfourche, Jean-Joseph (1929–2010), französischer Maler, Dichter, Zeichner und Bildhauer

### Sanfr
- Sanfratello, Ippolito (* 1973), italienischer Eisschnellläufer

### Sanft
- Sanft, Charles (* 1972), US-amerikanischer Historiker
- Sanftenschneider, Helmut (* 1968), deutscher Musiker, Moderator und KomikerHelmut Sanftenschneider (* 1968)

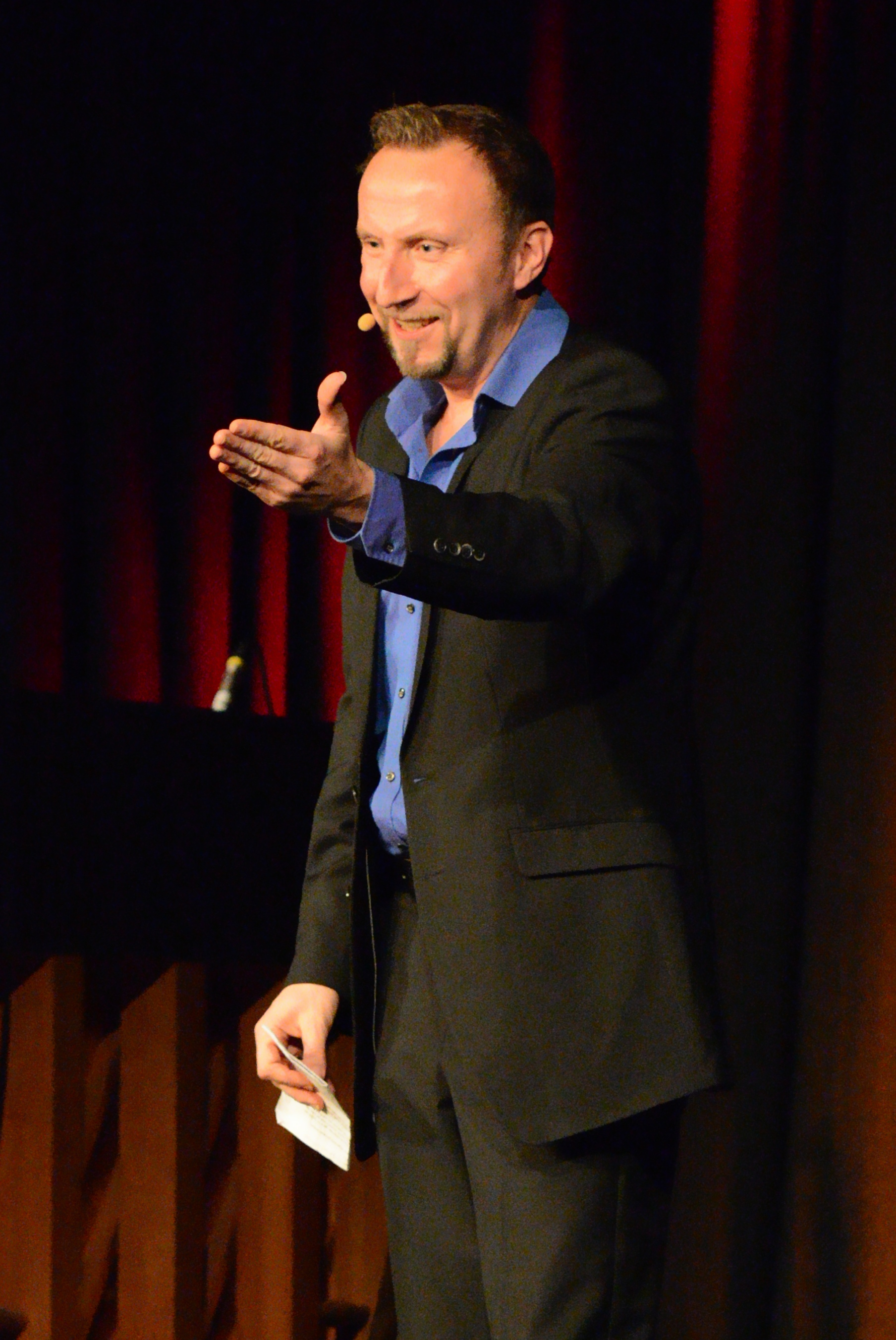
Helmut Sanftenschneider (* 1968)

- Sanftenschneider, Leonard (* 1997), deutscher Drehbuchautor und Filmemacher
- Sanftleben, Eberhard (1953–2022), deutscher Radrennfahrer
- Sanftleben, Hermann (1891–1972), deutscher Schiffbauingenieur und Unternehmer
- Sanftleben, Peter (* 1965), deutscher politischer Beamter

### Sanfu
- Sanfuentes, Juan Luis (1858–1930), Präsident von Chile